# Võ Văn Kiệt
Võ Văn Kiệt  (Vinh Long, Cochinchina, 23 de novembro de 1922 – Singapura, 11 de junho de 2008) foi um político vietnamita que serviu como primeiro-ministro da República Socialista do Vietnã de 1991 a 1997. Ele era um vietnamita bem visto, líder revolucionário e político.
Ele era um lutador veterano revolucionário no longa guerra contra os colonialistas franceses e depois do Vietnã do Sul e forças estadunidenses no Vietnã do Sul durante a Guerra do Vietnã. Nos anos difíceis após a guerra, ele foi um dos líderes políticos mais proeminentes que lideraram a inovação (Đổi mới) política no Vietnã. Ele serviu como primeiro-ministro do Vietnã de 8 de agosto de 1991 a 25 de setembro de 1997, período em que a nação comunista voltou à arena mundial após décadas de guerra e isolamento.

## Carreira política
Võ Văn Kiệt foi membro do movimento de independência Viet Minh, ele lutou contra as potências coloniais francesas na Primeira Guerra da Indochina (1946–54) no sul do Vietnã. De acordo com os Acordos de Genebra, quadros comunistas foram forçados a se reunir no Vietnã do Norte, mas ele estava entre os que permaneceram no Sul, movendo-se entre bases secretas na região sudeste. Sua primeira esposa, Trần Kim Anh, e seus dois filhos foram mortos em um ataque com foguete pelas forças dos EUA em 1966.
Em 1960, foi eleito membro suplente do Comitê Central do Partido Comunista e membro do COSVN em 1961, no comando das forças comunistas em Saigon e arredores. Depois que as forças norte-vietnamitas assumiram o controle de Saigon em 30 de abril de 1975, ele liderou a tomada da cidade e em 1976 foi nomeado presidente do Comitê do Povo (também conhecido como governador) e secretário adjunto do partido da cidade, que havia sido renomeado para Cidade de Ho Chi Minh em memória do líder falecido.
Nos primeiros anos do pós-guerra, a economia do Vietnã do Sul se deteriorou rapidamente devido à retirada do investimento dos Estados Unidos e às duras políticas stalinistas impostas pelo governo central. Os habitantes de Saigon, anteriormente um centro econômico dinâmico, enfrentaram pela primeira vez uma falta generalizada de alimentos e outras mercadorias. Como chefe do governo da cidade, Võ Văn Kiệt percebeu que o modelo econômico soviético era falho e secretamente promoveu o comércio e a manufatura além do plano estrito do estado. Gradualmente, ele se tornou um defensor da facção reformista do partido, muitos dos quais são chefes partidários locais e administradores nas províncias do sul.
Em 1982, foi promovido a vice-presidente do Conselho de Ministros (vice-premiê) e tornou-se presidente da Comissão de Planejamento do Estado. Em 1987, ele foi nomeado primeiro vice-primeiro-ministro do Vietnã e assumiu o cargo de primeiro-ministro interino de março a junho de 1988, após a morte repentina de Phạm Hùng. Na tradição da organização do partido, ele deveria ter sido nomeado premiê. No entanto, supostamente devido a uma disputa pessoal entre Võ Văn Kiệt e Nguyễn Văn Linh - o Secretário-Geral e seu superior de longa data - bem como a oposição de membros conservadores do Politburo, Đỗ Mườifoi escolhido em seu lugar. Na sessão plenária da Assembleia Nacional em 1988, porém, muitos delegados o nomearam como segundo candidato. Apesar de ter obtido apenas 35% dos votos, o facto foi inédito, pois as eleições para a Assembleia Nacional tinham anteriormente um candidato e eram essencialmente uma legitimação das decisões do Politburo do Partido.
Võ Văn Kiệt assumiu o cargo de primeiro vice-premiê e continuou a promover sua agenda de reformas. Em 1991, foi eleito primeiro-ministro, cargo que ocupou até 1997. Sua gestão marcou o avanço do ramo administrativo às custas da influência das instituições do Partido, quando o poder era compartilhado por três dirigentes: Secretário-Geral ( Đỗ Mười), primeiro-ministro e presidente (Lê Đức Anh). Ele iniciou um grande programa de reforma econômica, reorganizou o governo e pediu o alargamento das relações diplomáticas. No início da década de 1990, o Vietnã se recuperou gradualmente da crise econômica da década anterior. Em 1995, o país juntou-se à comunidade da ASEAN e normalizou as relações com os EUA, encerrando 20 anos de inimizade mútua formal e embargo americano após a queda de Saigon.
O conflito entre facções reformistas e conservadoras aumentou e culminou em uma série de lutas pelo poder em meados da década de 1990. Representando os reformistas, Võ Văn Kiệt defendeu a continuação da privatização da economia dominada pelo estado, bem como a democratização - uma abordagem criticada por seus rivais políticos como perigosa para a "orientação socialista". Em 1996, depois que o partido não conseguiu criar um consenso sobre o arranjo de pessoal, todos os três principais líderes permaneceram em seus cargos. No entanto, o partidarismo apenas se intensificou e acabou levando tanto Võ Văn Kiệt quanto seus oponentes (Mười, Anh) a renunciar ao mesmo tempo em 1997. Eles continuaram a influenciar os assuntos do país como Conselheiros do Comitê Permanente do partido até 2001.

## Últimos anos, morte e funeral
Depois de se aposentar da política, Võ Văn Kiệt morou na cidade de Ho Chi Minh. Desde então, ele falou sobre muitos assuntos e era visto como um defensor dos direitos das pessoas.
Võ Văn Kiệt foi o ex-funcionário do governo de mais alto escalão a ter falado abertamente sobre a reconciliação com exilados vietnamitas e ativistas pela democracia. Ele se manifestou contra a proposta de expansão de Hanói  e a demolição do edifício histórico da Assembleia Nacional na Praça Ba Đình para dar lugar a um novo.
Võ Văn Kiệt foi internado no Hospital Mount Elizabeth de Cingapura em 3 de junho de 2008 e morreu aos 85 anos em 11 de junho de 2008.
A mídia estatal não anunciou sua morte até a noite de 12 de junho, depois que a maioria das agências de notícias estrangeiras já o havia relatado e muitos dignitários estrangeiros já haviam oferecido condolências, incluindo o secretário-geral das Nações Unidas, Ban Ki-moon. O governo do Vietnã anunciou um funeral de estado em 14 e 15 de junho a ser realizado no Palácio da Reunificação ( Cidade de Ho Chi Minh ), Hanói , e sua província natal Vĩnh Long.

## Legado
Võ Văn Kiệt liderou a reforma econômica do Vietnã na década de 1990 e sua reabertura para o mundo exterior após décadas de isolamento . Sua morte levanta questões sobre como o partido comunista no Vietnã seguiria em frente. Houve sinais no final da década de 2010 de que os aliados reformistas de Võ Văn Kiệt estavam perdendo sua influência.
Fora do cargo desde 1997, Võ Văn Kiệt permaneceu ativo na política, publicando comentários que pressionavam por mais liberalização, mesmo quando o Vietnã ingressou na Organização Mundial do Comércio em 2007 e teve um crescimento médio anual do PIB de 7,5% desde 2000.